# Красный призрак из замка Гродзец
Красный призрак из замка Гродзец (пол. Czerwony upiór z Grodźca) — призрак или дух в польской мифологии, появляющийся в замке Гродзец в горах Судетах. Об этой истории известно не многое.
Замок расположен на вершине горного базальта, на 389 метрах над уровнем моря. Был основан несколько веков назад. Много богатых и знатных людей населяли этот замок. По легенде лишь один из них остался навсегда в стенах замка. Его называют красным призраком или красным фантомом. Считается призрачным рыцарем, блуждающим во дворе и самом замке в ночное время суток.
Призрак представляется скелетом-рыцарем, облаченным в боевые доспехи и багряницу. Красным призрака называют из-за цвета некоторых элементов одежды. Из исторических записей XIX века стало известно о том, что фантом появился ещё во времена правления Пястов. Огромная династия Пястов не позволяет даже примерно определить, кем являлся этот самый красный призрак. В замке также жили раубриттеры, потому иногда призрака называют рыцарем-разбойником или бароном-разбойником, полагая, что привидение произошло от кого-то из них.
В XX веке замок Гродзец пытались восстановить после его повреждений во время Тридцатилетней войны. Предполагается, что красный призрак напугал рабочих, которые впоследствии отказались от дальнейших строительных работ над замком. А последствия войны привели к тому, что в 1945 году замок Гродзец сгорел. Вынужденные переселенцы, проходя мимо, видели призрака на самой высокой башне замка.